# Bitva u Dráchova
Bitva u Dráchova byla válečným střetem mezi českými katolickými šlechtici tzv. Zelenohorské jednoty vedené Zdeňkem Konopišťským ze Šternberka s oddíly rožmberského vojska Jana II. z Rožmberka, který se od jednoty oddělil a začal podporovat zvoleného českého krále Jiřího z Poděbrad během politických a náboženských sporů v českých zemích. Odehrála se 23. června 1467 nedaleko obce Dráchov u brodu přes řeku Lužnici v jižních Čechách a skončila porážkou a ústupem rožmberského vojska. To následně vedlo k opětovnému příklonu rodu ke katolické opozici vůči Poděbradovi a ztrátu některých jeho majetků.

## Pozadí
Dne 23. prosince 1466 prohlásil papež Pavel II. Českým zemským sněmem zvoleného českého krále Jiřího z Poděbrad jako kacíře za sesazeného z trůnu a vyhlásil proti kališnickým Čechám křížovou výpravu. Roku 1467 papež potvrdil za vůdce katolíků Zdeňka ze Šternberka, předáka Zelenohorské jednoty, založené na hradě Zelená hora koncem roku 1465 a tvořenou celkem 16 katolickými šlechtici, vesměs jižních a západních Čech, ke kterým se přidala také města Plzeň, Brno, Jihlava a Znojmo. Stejně tak měla Zelenohorská jednota velkou podporu ve Slezsku, kde se mohla mj. opřít o podporu vratislavského biskupa Jošta II. z Rožmberka, který byl jakožto Rožmberk zarytým odpůrcem kališnictví. Útočná výprava loajální Poděbradovi pod vedením Ctibora Tovačovského z Cimburka do Slezska roku 1466 skončila nezdarem, roku 1467 se sem však vypravila vojska znovu pod vedením jeho a králova syna Viktorína z Poděbrad, která porazila síly Zelenohorské jednoty v červnových bitvách u Pačkova a u Frankenštejnu. 
Jedním ze 16 zakládajících členů Zelenohorské jednoty byl rovněž Jan II. z Rožmberka, zvaný Pokojný, který roku 1457 převzal po svém zemřelém bratrovi Jindřichovi vládu nad rožmberskými statk, když byl jejich otec Oldřich II. z Rožmberka ještě naživu. Ten byl roku 1449 zakladatelem a vůdcem rovněž katolické tzv. Strakonické jednoty, poražené královskou Poděbradskou jednotou v bitvě u Rokycan v červnu roku 1450, a v tu dobu již nezajímal o veřejný život. Jan se s otcem přesto neshodl na volbě českého krále a velmi ho ranil, když se přidal na stranu Jiřího z Poděbrad, hlavního věřitele svého otce a odmítal se tak se svými vojáky účastnit bojům proti králi. Následně byl uvržen do klatby[nepřesný odkaz] a k Soběslavi a Rožmberkově nedalekému sídelnímu hradu Choustník se začala chystat vojenská výprava Zelenohorské jednoty pod vedením Zdeňka Konopišťského ze Šternberka. Z toho důvodu nechal Jan narychlo opravit a zdokonalit soběslavské městské hradby, poničené při husitském útocích na město v průběhu husitských válek v letech 1421 a 1435. V následné bitvě u Soběslavi 3., nebo 4. července 1467 byl však Šternberkovými vojsky poražen a jeho panství vypleněna. Do bojů se rovněž zapojili páni z Hradce, jichž byl Zdeněk Konopišťský poručníkem.

## Bitva
O bitvě samotné se dochovalo jen velmi málo informací. Jisté je, že místem střetnutí byla lokalita někdejšího dráchovského mostu přes Lužnici, který byl však během bojů roku 1467 rožmberskými zničen a na jeho místě pak vznikl brod pod Janovou kontrolou. Právě zde zaútočilo vojsko Zelenohorské jednoty vedené Zdeňkem ze Šternberka a ozbrojenci pánů z Hradce. Ti v boji zvítězili, brodu se zmocnili a následně pronikli na druhý břeh Lužnice, kde vyplenili několik rožmberských statků. Poražené vojsko patrně utrpělo těžké ztráty a po střetu se zřejmě stáhlo do Soběslavi či na hrad Choustník.    
Střetu této velikosti se v dobovém kontextu mohlo celkově účastnit několik set, maximálně několik tisíc bojovníků.

## Hodnocení bitvy
Bezprostředně po bitvě podniklo hradecké vojsko nájezd na vsi Sviny a Veselí nad Lužnicí, které vyplenily a vypálily. 
Z hlediska dobového kontextu se jednalo o menší a méně významné střetnutí konfliktu kališnictví reprezentující moci Jiřího z Poděbrad s katolickým svazem Zelenohorské jednoty. Jan z Rožmberka byl na základě bitvy definitivně přinucen vzdát se ještě téhož roku vlastnictví Soběslavi a hradu Choustník. Stejně tak tato politická prohra znamenala značné oslabení moci rodu Rožmberků jakožto dynastie dominující jihočeskému šlechtickému prostředí. Jan zemřel roku 1472, roku 1481 pak jeho syn Vok II. z Rožmberka Soběslav a Choustník ze zástavy vykoupil zpět.